# National Rugby League 1908
La New South Wales Rugby Football League de 1908 fue la temporada inaugural del torneo de rugby league más importante de Australia.

## Formato
Los clubes se enfrentaron en una fase regular de todos con todos a una vuelta, los cuatro equipos mejor ubicados al terminar esta fase clasificaron a la postemporada que consistió en partidos de eliminación directa iniciados en la etapa de semifinales.
Se otorgaron 2 puntos por el triunfo, 1 por el empate y ninguno por la derrota.

## Desarrollo

### Tabla de posiciones
| Pos. | Equipo           | Encuentros | Encuentros | Encuentros | Encuentros | Tantos | Tantos | Tantos | Puntos |
| Pos. | Equipo           | PJ         | PG         | PE         | PP         | F      | C      | Dif    | Puntos |
| ---- | ---------------- | ---------- | ---------- | ---------- | ---------- | ------ | ------ | ------ | ------ |
| 1.º  | South Sydney     | 9          | 8          | 0          | 1          | 194    | 53     | +141   | 18     |
| 2.º  | Eastern Suburbs  | 9          | 8          | 0          | 1          | 183    | 90     | +93    | 18     |
| 3.º  | Glebe            | 9          | 7          | 0          | 2          | 106    | 63     | +43    | 16     |
| 4.º  | North Sydney     | 9          | 6          | 0          | 3          | 155    | 66     | +89    | 14     |
| 5.º  | Newcastle Rebels | 9          | 4          | 0          | 5          | 151    | 116    | +35    | 10     |
| 6.º  | Balmain          | 9          | 3          | 1          | 5          | 86     | 113    | −27    | 9      |
| 7.º  | Newtown          | 9          | 1          | 1          | 7          | 70     | 148    | −78    | 5      |
| 8.º  | Western Suburbs  | 9          | 1          | 0          | 8          | 47     | 190    | −143   | 4      |
| 9.º  | Cumberland       | 8          | 1          | 0          | 7          | 38     | 191    | −153   | 4      |

|  | Postemporada. |

### Postemporada

#### Semifinal
| 15 de agosto | Eastern Suburbs | 23 - 10 | North Sydney |  |  |

| 15 de agosto | South Sydney | 16 - 3 | Glebe |  |  |

#### Final
| 29 de agosto | South Sydney | 14 - 12 | Eastern Suburbs |  |  |

| Bandera de Australia |
| Campeón South Sydney |
| Primer título        |